# Wim Jonk
Wilhelmus Maria „Wim“ Jonk (* 12. Oktober 1966 in Volendam, heute zu Edam-Volendam) ist ein ehemaliger niederländischer Fußballspieler und heutiger -trainer und -funktionär.

## Werdegang
Jonk spielte zwischen 1992 und 1999 49-mal für die Niederländische Fußballnationalmannschaft und traf dabei elfmal. Seine Profikarriere begann er 1986 beim FC Volendam. Weitere Stationen waren Ajax Amsterdam, Inter Mailand, PSV Eindhoven und Sheffield Wednesday.
Mit Inter gewann er den UEFA-Pokal 1993/94; im Finale gegen Austria Salzburg trug er im Rückspiel im Giuseppe-Meazza-Stadion den 1:0-Siegtreffer bei.
Im Jahr 2011 wurde Jonk Leiter der Jugendakademie von Ajax Amsterdam. Von 2019 bis 2023 trainierte er den FC Volendam, zum 1. Juli 2023 übernahm er die Position des Technischen Leiters bei dem Klub aus seiner Heimatstadt.

## Erfolge/Titel
Mit seinen Vereinen 
- Niederländischer Pokalsieger: 1992/93, 1995/96
- Niederländischer Meister: 1989/90, 1995/96
- Niederländischer Supercupsieger: 1996, 1997, 1998
- UEFA-Pokal-Sieger: 1991/92, 1993/94